# Henry Marion Howe

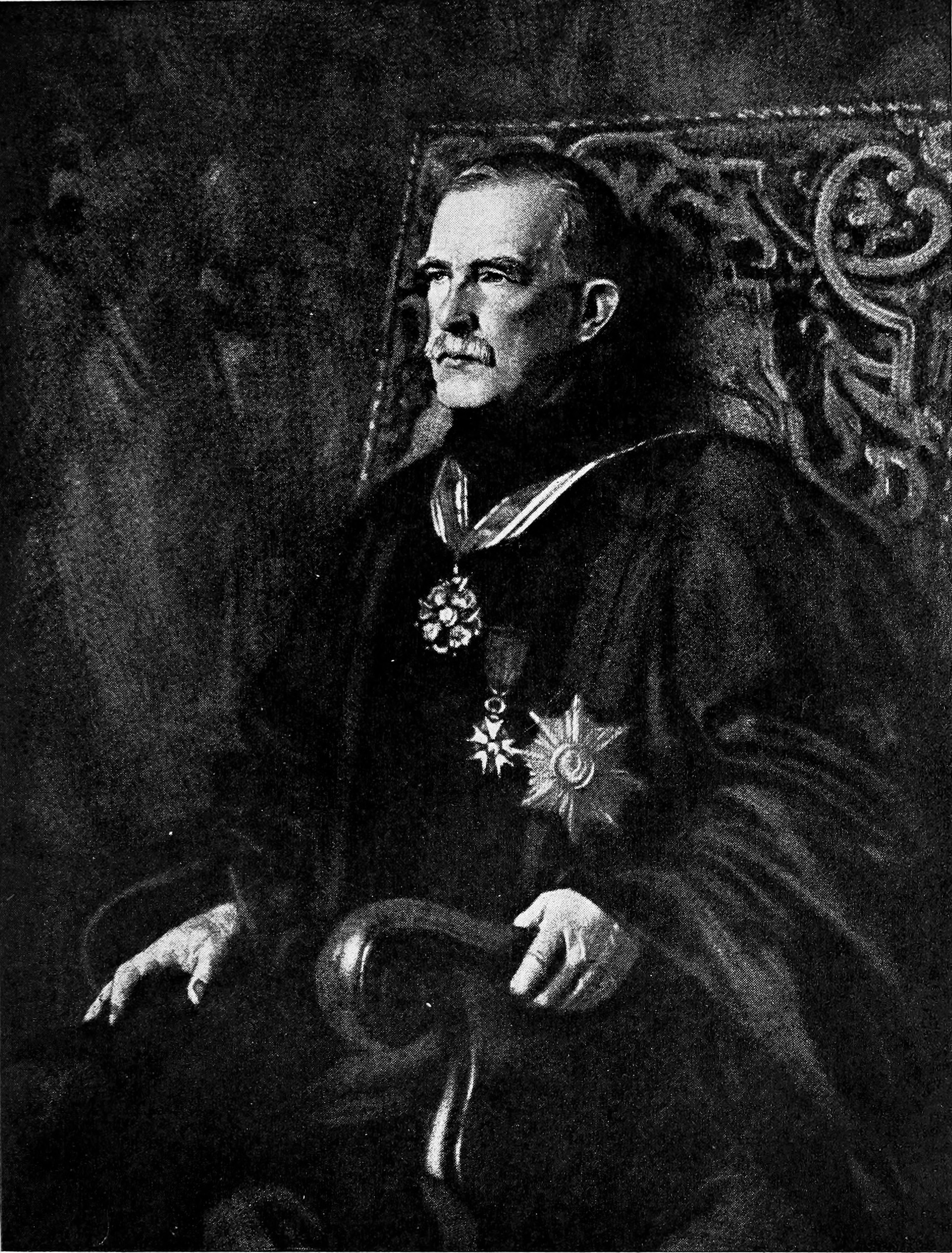
Henry Marion Howe

Henry Marion Howe (* 2. März 1848 in Boston, Massachusetts; † 14. Mai 1922 in Bedford Hills, New York) war ein US-amerikanischer Metallurg. Er galt als Mittler zwischen industrieller Praxis und der beginnenden Materialwissenschaft.

## Leben
Henry Marion Howe war der Sohn des Arztes und Historikers Samuel Gridley Howe und der Dichterin Julia Ward Howe. Henry Howe hatte vier Schwestern, darunter Laura E. Richards. Er erwarb 1869 am Harvard College einen Bachelor und 1871 am neugegründeten Massachusetts Institute of Technology (MIT) in den Fächern Geologie und Bergbauingenieurwesen einen zweiten Bachelor, 1872 einen Master, wieder vom Harvard College. Anschließend arbeitete er für verschiedene Stahlunternehmen. Nach einer Europareise arbeitete er ab 1877 für verschiedene Unternehmen des Kupferabbaus und der Kupferschmelze.
1883 wurde Howe am MIT Dozent (Lecturer) für Metallurgie, arbeitete aber weiter beratend für verschiedene Unternehmen der Stahl- und Rüstungsindustrie. 1897 übernahm er den Lehrstuhl für Metallurgie an der Columbia University. Zu seinen Mitarbeitern dort zählte William Campbell (1876–1936). 1913 ging Howe in den Ruhestand, wirkte aber während des Ersten Weltkriegs noch für das National Research Council und danach für das United States Bureau of Standards und das United States Bureau of Mines.
Howe war seit 1874 mit Fannie Gay (1851–1925) verheiratet. Das Paar hatte keine Kinder. Ihr gemeinsames Grab befindet sich auf dem Mount Auburn Cemetery in Cambridge, Massachusetts.

## Auszeichnungen (Auswahl)
- 1891 Mitglied der American Academy of Arts and Sciences[2]
- 1892 Elliott-Cresson-Medaille[3] des Franklin Institute
- 1893 Präsident des American Institute of Mining Engineers
- 1895 Elliott-Cresson-Medaille[4] des Franklin Institute
- 1895 Bessemer Gold Medal des Iron and Steel Institute
- 1897 Mitglied der American Philosophical Society[5]
- 1900–1902, 1909–1912 Präsident der American Society for Testing Materials
- 1905 Mitglied der Königlich Schwedischen Akademie der Wissenschaften[6]
- 1917 Mitglied der National Academy of Sciences[7]
- 1917 John Fritz Medal der American Association of Engineering Societies[8]
- Ritter des Sankt-Stanislaus-Orden (Russland), Ritter der Ehrenlegion (Frankreich)
- Ehrendoktorate folgender Universitäten: Harvard College (1905), Lafayette College (1905), University of Pittsburgh (1915)

## Schriften
- Copper Smelting (1885)
- Metallurgy of Steel (1890)
- Metallurgical Laboratory Notes (1902)
- Iron, Steel, and Other Alloys (1903)
- The Metallography of Steel and Cast Iron (1916)